# 諾基亞702T
諾基亞702T是諾基亞生產的直立式智能手機，2011年6月13日發布。

## 規格
| 類型     | 智能手機                                                                |
| 手機規格 | 直立式                                                                  |
| 尺寸     | 高度：117.1（4.61英寸）；寬度：60.4（2.38英寸）；厚度：10.0（0.39英寸） |
| 重量     | 127.0克（4.48盎司）                                                     |
| 操作系統 | Symbian Anna                                                            |
| 電池     | 1200 mAh                                                                |
| 顯示器   | 2.46英寸（62）                                                          |